# Epicrates striatus
Epicrates striatus là một loài rắn trong họ Boidae. Loài này được Fischer mô tả khoa học đầu tiên năm 1856.

## Hình ảnh

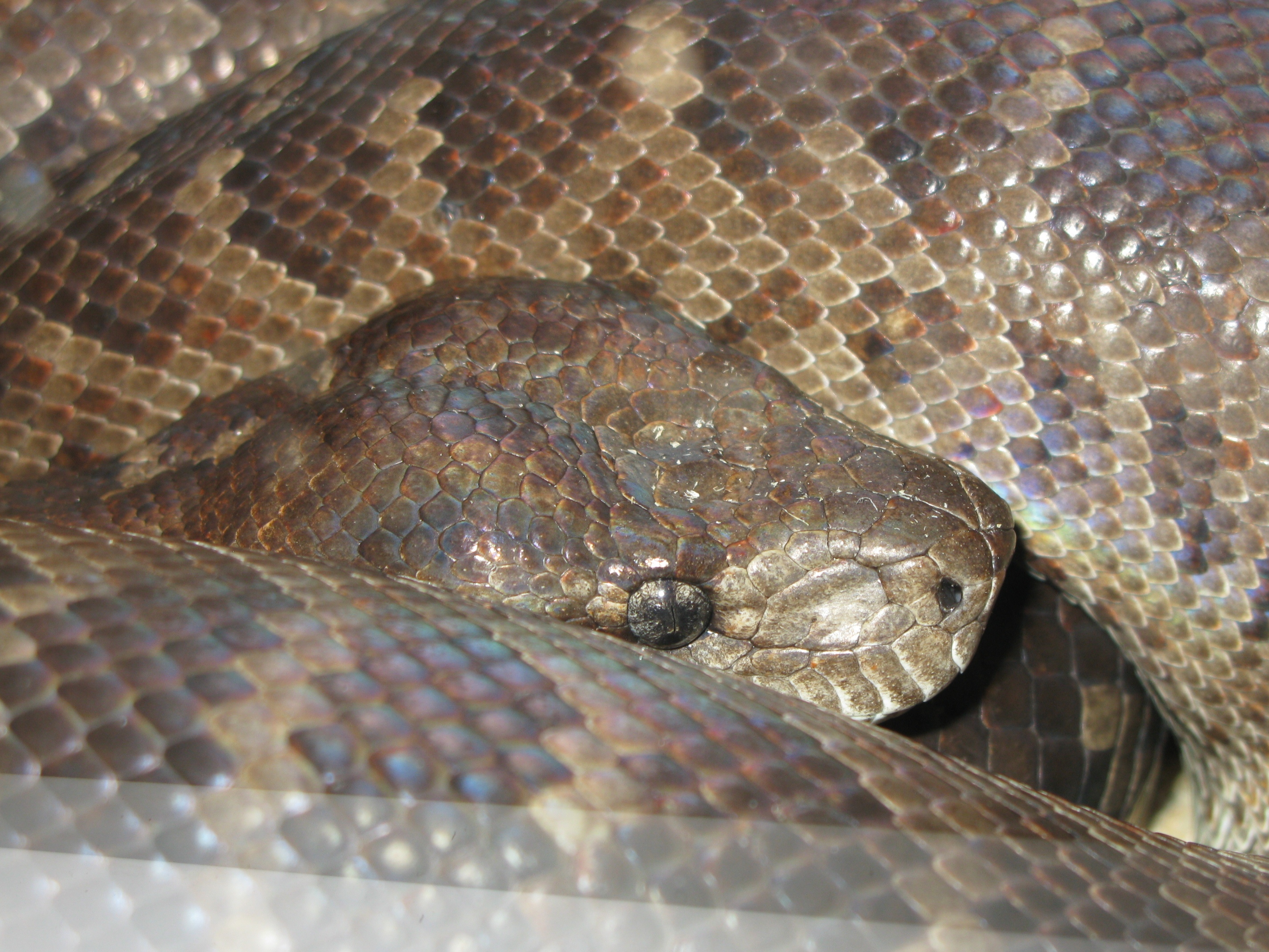
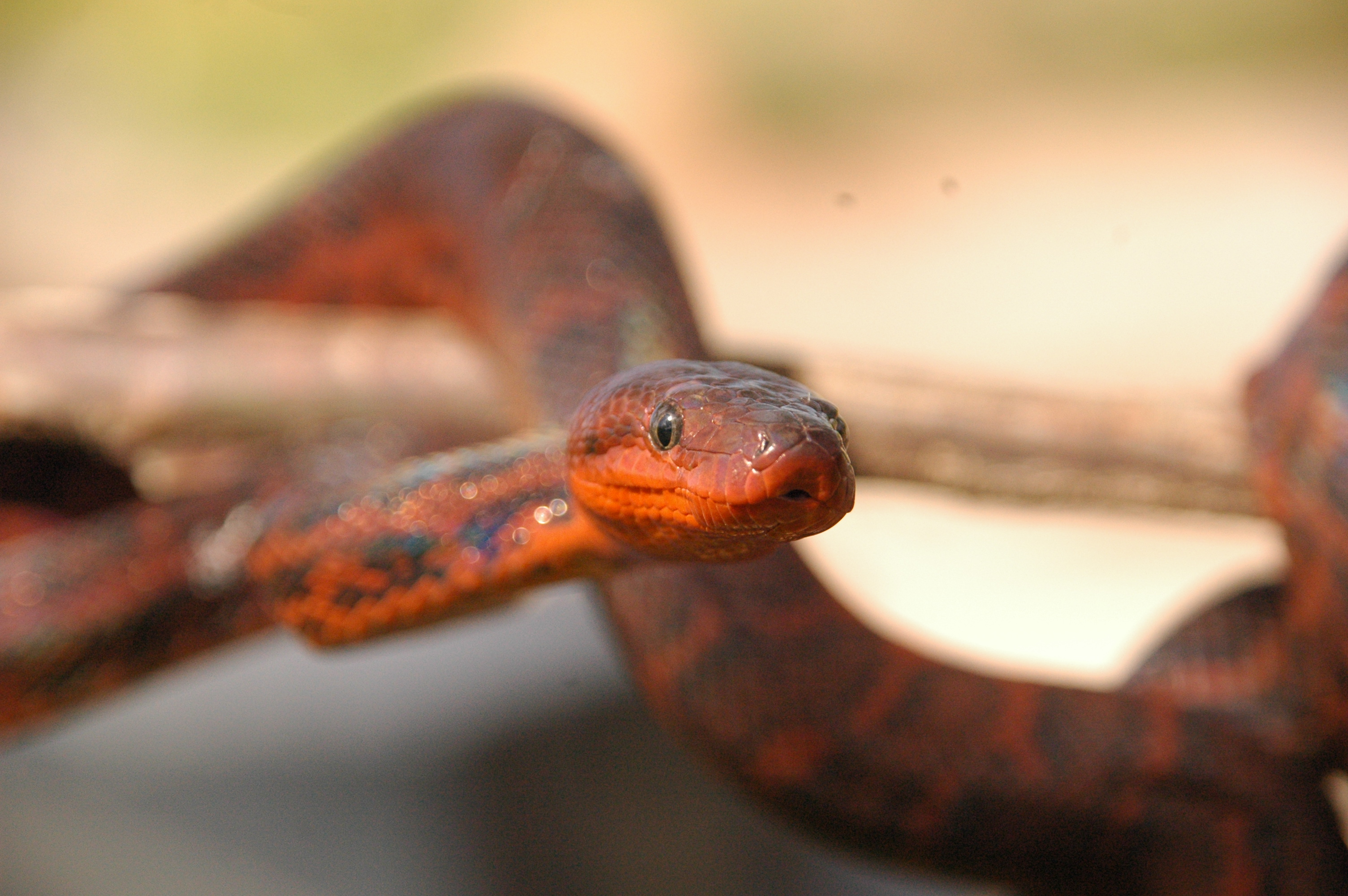